# Calycellina juniperina
Calycellina juniperina är en svampart som först beskrevs av K. Holm & L. Holm, och fick sitt nu gällande namn av Spooner 1984. Calycellina juniperina ingår i släktet Calycellina och familjen Hyaloscyphaceae.  Arten är reproducerande i Sverige. Inga underarter finns listade i Catalogue of Life.